# Bee Gees' 1st
Bee Gees' 1st debitantski je studijski album australskog rock sastava The Bee Gees, za izdavačku kuću Polydor, koji izlazi u srpnju 1967.g. Suprotno žanru i disco orijentiranim izdanjima, Bee Gees' 1st je bio psihodelično rock izdanje. Omot albuma dizajnirao je Klaus Voormann, koji je prije toga radio na omotu albuma Revolver od sastava Beatlesa.
Singl skladba "New York Mining Disaster 1941 ", kasnije je cover od britanskog sastava Chumbawamba i nalazi se na njihovom albumu WYSIWYG, britanskog pjevača i gitariste Martina Carthya na albumu Signs of Life i na B-strani popularnog britanskog rock sastava The Levellers. "Every Christian Lion-Hearted Man Will Show You", također je cover od američkog rock sastava The Flaming Lips, kao uvod u ranim uživo verzijama skladbe "Shine On Sweet Jesus", što je snimljeno na njihovom kompilacijskom izdanju 20 Years of Weird: Flaming Lips 1986-2006. Pjevačica i pijanistica Nina Simone, ima tri cover skladbe s albuma; "To Love Somebody" i "I Can't See Nobody", koje se nalaze na njezinom albumu iz 1969. To Love Somebody i "Please read me" na albumu Nuff Said iz 1968.g.
Godine 2006. izdavačka kuća Reprise Records, objavljuje reizdanje albuma na CD-u, na kojemu se nalazi mono i stereo verzija materijala i jedan bonus CD na kojemu se nalaze ne objavljene skladbe i alternativne snimke. Album se nalazio na #7. Billboardove Top ljestvice pop albuma.

## Popis pjesama
- Strana 1

1. "Turn of the Century" (B. Gibb/R. Gibb) – 2:25
2. "Holiday" (B. Gibb/R. Gibb) – 2:54
3. "Red Chair, Fade Away" (B. Gibb/R. Gibb) – 2:19
4. "One Minute Woman" (B. Gibb/R. Gibb) – 2:17
5. "In My Own Time" (B. Gibb/R. Gibb) – 2:14
6. "Every Christian Lion-Hearted Man Will Show You" (B. Gibb/R. Gibb/M. Gibb) – 3:39
7. "Craise Finton Kirk Royal Academy of Arts" (B. Gibb/R. Gibb) – 2:18

- Strana 2

1. "New York Mining Disaster 1941" (B. Gibb/R. Gibb) – 2:10
2. "Cucumber Castle" (B. Gibb/R. Gibb) – 2:04
3. "To Love Somebody" (B. Gibb/R. Gibb) – 3:01
4. "I Close My Eyes" (B. Gibb/R. Gibb/M. Gibb) – 2:23
5. "I Can't See Nobody" (B. Gibb/R. Gibb) – 3:45
6. "Please Read Me" (B. Gibb/R. Gibb) – 2:17
7. "Close Another Door" (B. Gibb/R. Gibb/M. Gibb) – 3:29

### Reizdanje iz 2006
Bee Gees' 1. reizdanje iz 2006. objavljeno je na dvostrukom CD izdanju. Na prvom CD-u nalazi se 14 originalnih skladbi, snimljene u mono i stereo verzijama. Na drugom CD-u, nalaze se skladbe koje nisu ranije objavljene, a to su:
1. "Turn of the Century" [Rana verzija] (B. Gibb/R. Gibb) - 2:23
2. "One Minute Woman" [Rana verzija] (B. Gibb/R. Gibb) - 2:20
3. "Gilbert Green" (B. Gibb/R. Gibb) - 3:08
4. "New York Mining Disaster 1941" [Prva verzija] (B. Gibb/R. Gibb) - 2:03
5. "House of Lords" (B. Gibb/R. Gibb/M. Gibb) - 2:50
6. "Cucumber Castle" [Rana verzija] (B. Gibb/R. Gibb) - 2:04
7. "Harry Braff" [Rana alternativna verzija] (B. Gibb/R. Gibb/M. Gibb) - 3:10
8. "I Close My Eyes" [Rana verzija] (B. Gibb/R. Gibb/M. Gibb) - 2:28
9. "I've Got to Learn" (B. Gibb/R. Gibb/M. Gibb) - 2:50
10. "I Can't See Nobody" [Alternativna verzija] (B. Gibb/R. Gibb) - 3:51
11. "All Around My Clock" (B. Gibb/R. Gibb/M. Gibb) - 2:00
12. "Mr. Wallor's Wailing Wall" (B. Gibb/R. Gibb) - 2:38
13. "Craise Finton Kirk Royal Academy of Arts" [Rana verzija] (B. Gibb/R. Gibb) - 2:17
14. "New York Mining Disaster 1941" [Druga verzija] (B. Gibb/R. Gibb) - 2:39

## Izvođači
- Barry Gibb - vokal, gitara
- Robin Gibb - vokal, orgulje
- Maurice Gibb - vokal, bas-gitara, pianino, orgulje, čembalo, mellotron, gitara
- Vince Melouney - prva gitara
- Colin Petersen - bubnjevi

### Produkcija
- Phil Dennys - orkestralni aranžman (skladbe: 3, 5, 8, 11)
- Bill Shepherd - orkestralni aranžman (ostale skladbe)
- Mike Claydon - zvučna projekcija
- Robert Stigwood - producent snimanja
- Ossie Byrne - producent

## Top lista singlova
- 1967.   New York Mining Disaster 1941 / I Can't See Nobody           SAD #14 / NZ #3
- 1967.   To Love Somebody / Close Another Door                        SAD #17 / AU #6
- 1967.   Holiday / Every Christian Lion Hearted Man Will Show You     ADS #16 / NL #3

## Vanjske poveznice
- discogs.com - Bee Gees - 1st